# Torture Money
Torture Money ist ein US-amerikanischer Kriminalkurzfilm von Harold S. Bucquet aus dem Jahr 1937. Er erschien als Teil 9 der Serie Crime Does Not Pay und erhielt am 18. Januar 1937 einen Copyright-Eintrag.

## Handlung
Die Polizei ist einer Bande auf der Spur, die in verschiedenen Städten Versicherungsbetrug in großem Stil betreibt. Dabei gehen sie stets ähnlich vor: Ein „Unfallopfer“ der Bande, das ausgelost wird, wird von den Mitgliedern zusammengeschlagen. Anschließend wird ein Autounfall fingiert und das vermeintliche Opfer durch einen der Bande zugehörigen Rechtsanwalt vertreten, der der Bande das Geld einklagt. Bezahlte Zeugen des „Unfalls“ machen den Versicherungsbetrug perfekt.
Es gelingt einem Polizisten, in die Bande aufgenommen zu werden, da er sich unter anderem als vorbestrafter Polizistenhasser ausgibt. Das Unfallopfer der nächsten Betrugsmasche wird stets durch Hölzchenziehen gewählt. Der Polizist zieht das kurze Hölzchen und ist so das nächste Opfer, das für den Unfall „präpariert“ werden muss. Der Polizist kann rechtzeitig seine Männer informieren und der Bande eine Falle stellen, mit deren Hilfe alle Männer verhaftet werden.

## Auszeichnungen
Torture Money wurde 1938 mit dem Oscar in der Kategorie „Bester Kurzfilm (zwei Filmrollen)“ ausgezeichnet.